# Manzanares (rzeka)

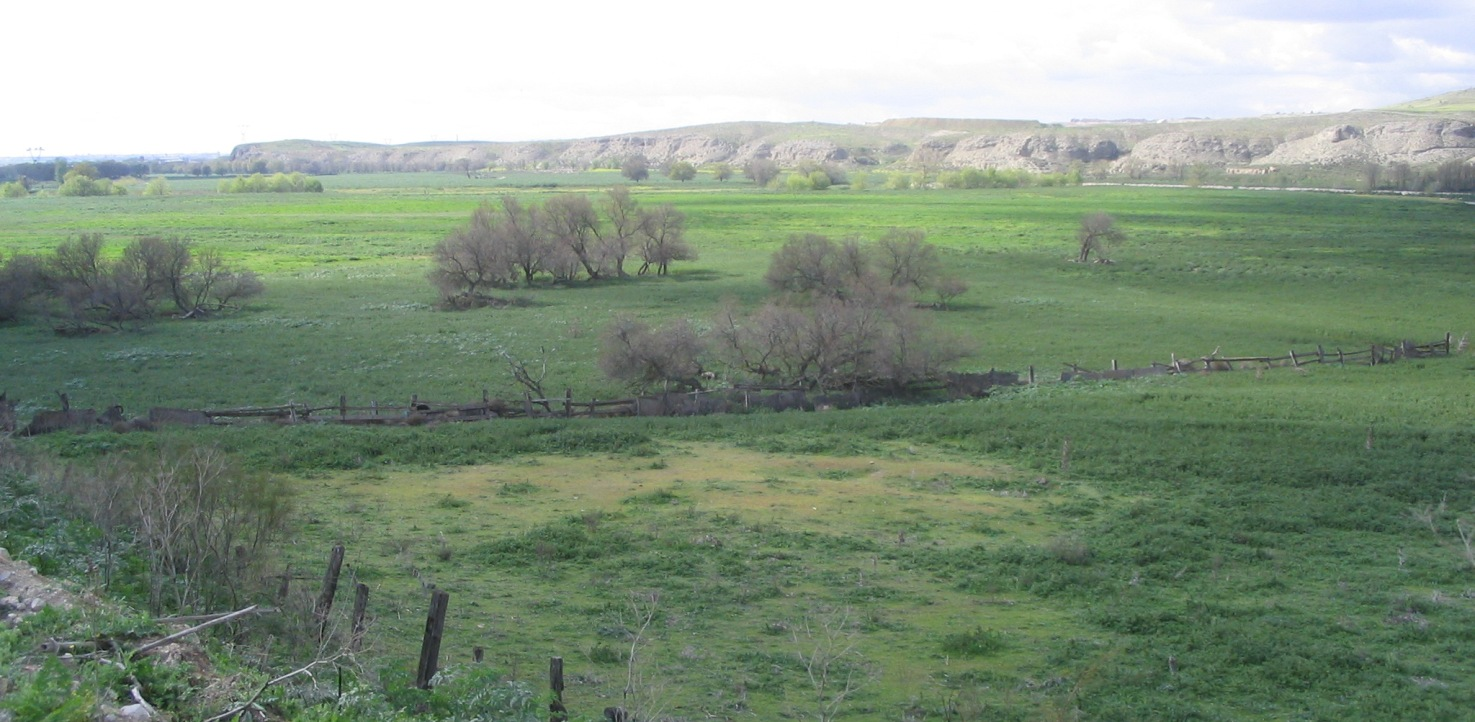
Dolina rzeki Manzanares w obrębie miasta Getafe.

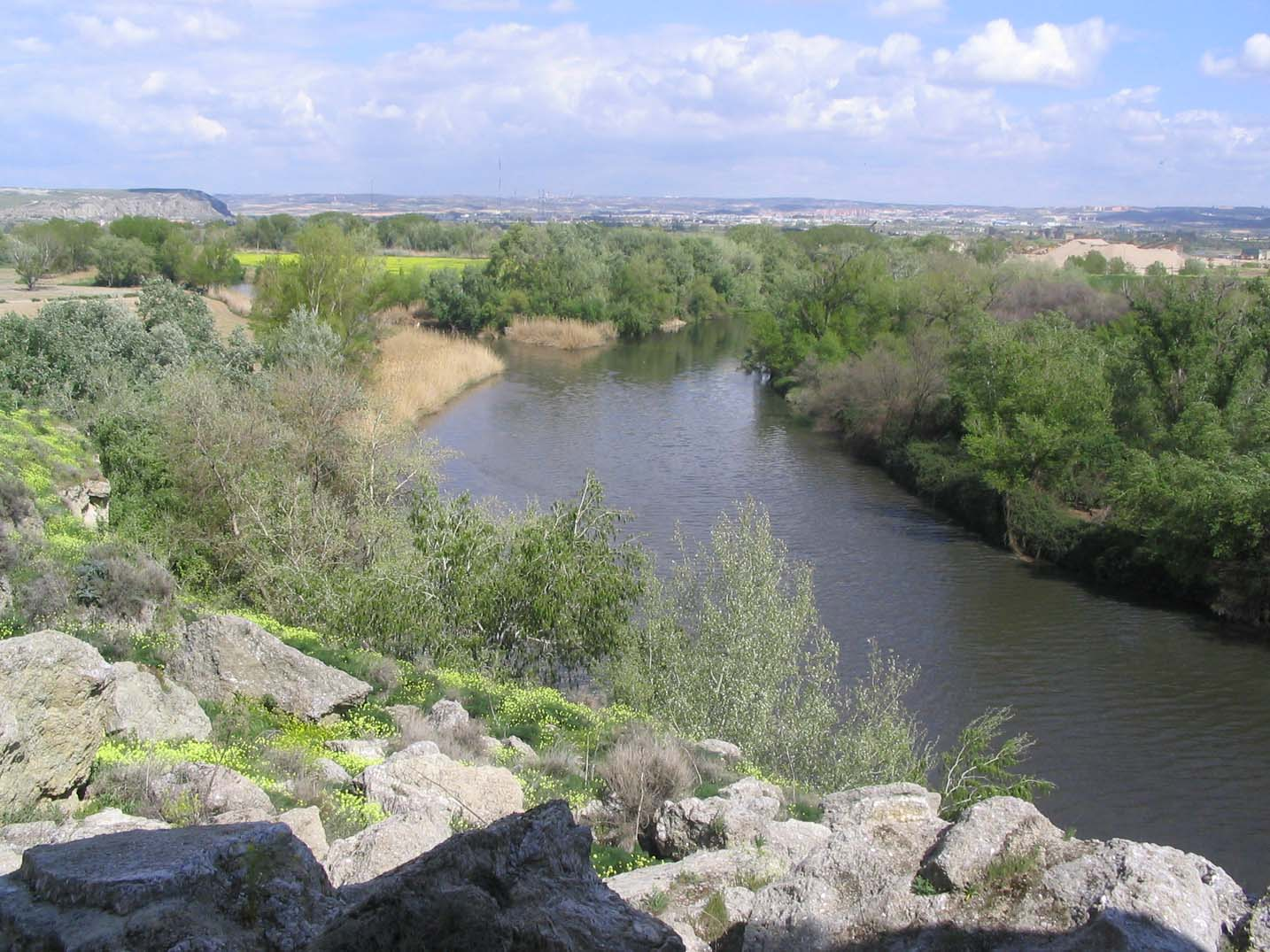
Ujście rzeki Manzanares do Jaramy.

Manzanares – rzeka w środkowej Hiszpanii, dopływ Jaramy, która z kolei jest dopływem Tagu. Ma swoje źródła w Sierra de Guadarrama, w Ventisquero de la Condesa, na południowym zboczu Sierra de la Cuerda Larga, blisko la Bola del Mundo, przepływa przez Madryt.
Dorzecze od źródła aż do Monte del Pardo (włączają La Pedrizę) tworzy Park regionalny dorzecza rzeki Manzanares o powierzchni 46 323 ha.

## Przebieg
Manzanares płynie na południowy wschód od swojego źródła, przepływając przez wieś Manzanares el Real. U jej stóp tworzy zalew Santillana, który jest jednym z najważniejszych źródeł wody pitnej dla Madrytu.
Od tego miejsca skręca na południe i przepływa przez Monte del Pardo, obszar chroniony, który należy już do miasta Madryt, gdzie również tworzy mały zalew. Przepływa przez miasto zostawiając po swojej prawej jego południowo-zachodnią część (Casa de Campo, Latina, Carabanchel, Usera i Villaverde), a po lewej resztę, włączając w to centrum. U jej brzegów znajduje się Estadio Vicente Calderón, klubu Atlético de Madrid. Opuszcza miasto na południu (gdzie otacza ją park nadrzeczny, Parque Lineal del Manzanares). Po 30 kilometrach skręca na wschód, przepływa przez Perales del Río, dzielnicę Getafe, aż do rzeki Jarama, do której wpływa w San Martín de la Vega, niedaleko Presa del Rey, i już na terenie Parque Regional del Sureste.
Jej główne dopływy to strumienie Navacerrada-Samburiel na terytorium miasta Moralzarzal i Mediano w Soto del Real. W Madrycie wpływają do niej wody strumieni (obecnie uregulowanych): Meaques, Abroñigal i Butarque.
Konfederacja Hydrograficzna Tagu zajmuje się utrzymaniem rzeki Manzanares, oprócz około 30. kilometrowego fragmentu na terenie Madrytu, którym opiekuje się administracja miasta. Ogółem pięć oczyszczalni pilnuje, żeby woda spełniała odpowiednie normy: Viveros de la Villa, La China, Butarque, Sur i Sur Oriental.

## Historia

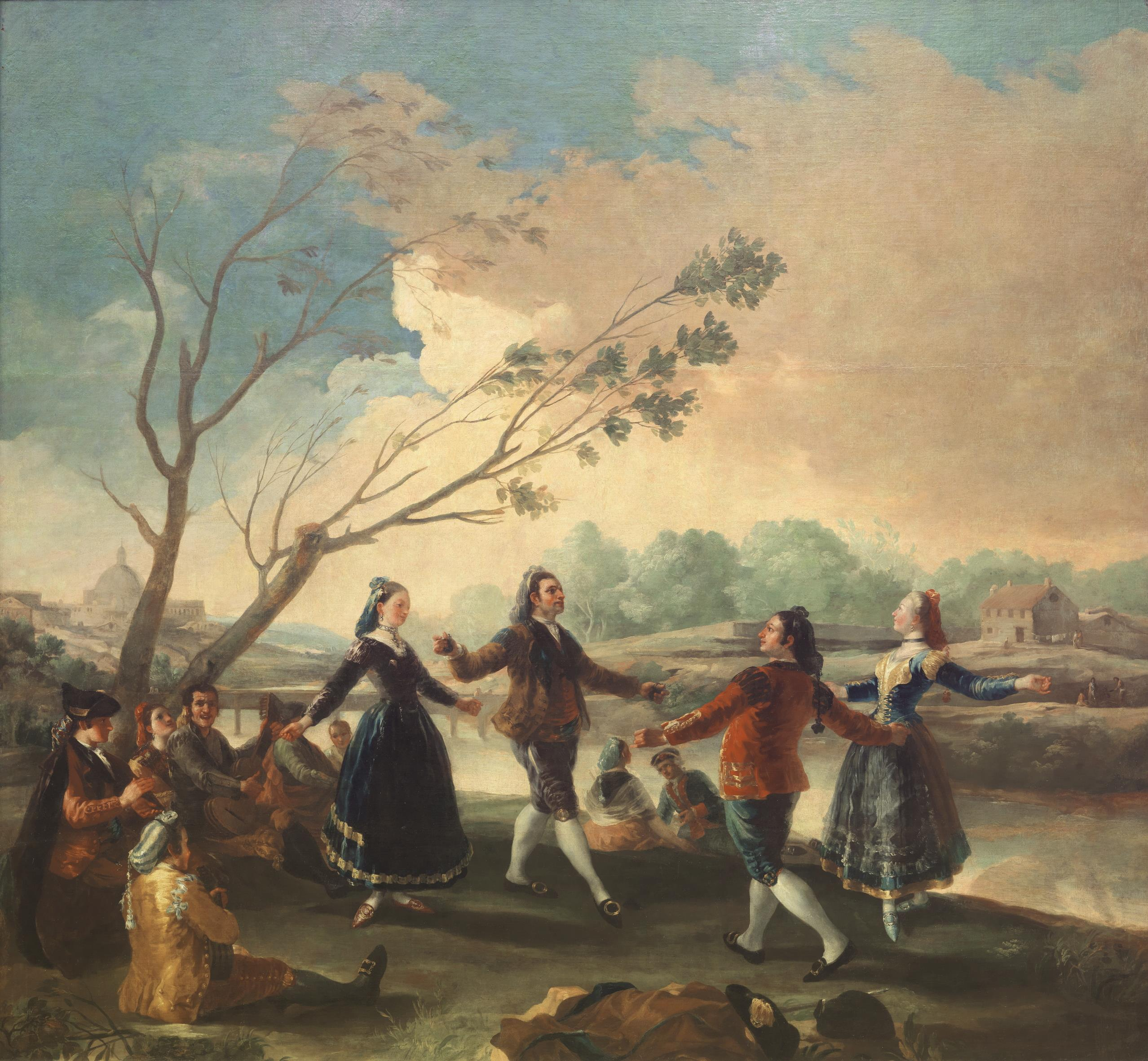
Taniec nad brzegiem Manzanares pędzla Francisca Goi

Manzanares mimo swoich niewielkich rozmiarów miała duży wpływ na wydarzenia historyczne ze względu na swoje położenie w stolicy państwa – Madrycie.
Wykopaliska archeologiczne wskazują na osiedlanie się człowieka na jej brzegach już w okresie paleolitu. Madryt został założony jako cytadela na skale, na brzegu rzeki już w czasie panowania muzułmanów w IX wieku.
Rzeka pojawia się również na obrazach malarza, Francisca Goi, na których ukazuje mieszkańców Madrytu w tradycyjnych strojach, przy zajęciach takich jak zabawa, czy festyn na jej brzegu.
Ponadto Manzanares stanowił ważną linię obrony Madrytu w czasie hiszpańskiej wojny domowej.

## Anegdoty
- W XVII wieku chciano uregulować rzeki Tag i Manzanares, w celu uczynienia je żeglownymi. Zebrano zgromadzenie w celu podjęcia tego tematu, które po krótkim czasie orzekło: „Jeżeli Bóg by chciał, żebyśmy pływali po obu tych rzekach, sam by to umożliwił i byłoby to sprzeciwem wobec Opatrzności ulepszać to co stworzyła z nieznanych powodów, chcąc, by pozostało niedokonane”.
- Dosyć znana (również w Hiszpanii) piosenka o tytule „Río Manzanares” nie mówi o rzece z Madrytu, tylko o wenezuelskiej o tej samej nazwie.